# Tökéletes áldozat
A Tökéletes áldozat (eredeti cím: Perfect Target) 1997-ben bemutatott amerikai akcióthriller, melyet Sheldon Lettich rendezett. A kaszkadőrmutatványok és a harci jelenetek koordinálásában Chad Stahelski és David Leitch is közreműködött. A főbb szerepekben Daniel Bernhardt, Jim Pirri, Dara Tomanovich, Robert Englund és Brian Thompson látható.

## Cselekmény
David Benson visszavonult katona. Zsoldosként egykori felettese állást ajánl neki, egy biztonsági csapat tagja lesz, melynek feladata a latin-amerikai Santa Brava elnökének védelme. Amikor árulás miatt az elnök merénylet áldozatává válik, társai Bensont kiáltják ki bűnbaknak. Sikerül elmenekülnie és a helyi lázadókkal szövetkezve igyekszik tisztára mosni nevét, továbbá megtalálni és felelősségre vonni a valódi merénylőket.

## Szereplők
| Szerep                    | Színész             | Magyar hang          |
| ------------------------- | ------------------- | -------------------- |
| David Benson              | Daniel Bernhardt    | Breyer Zoltán        |
| Miguel Ramirez            | Jim Pirri           | Csík Csaba Krisztián |
| Teresa Ramirez            | Dara Tomanovich     | Zakariás Éva         |
| Shakwell ezredes          | Robert Englund      | Várkonyi András      |
| Oxnard őrmester           | Brian Thompson      | Szabó Sipos Barnabás |
| Isabela Santiago Casillas | Julieta Rosen       | Papp Györgyi         |
| Casillas elnök            | Mario Iván Martínez | Wohlmuth István      |
| Mason                     | Bob Koherr          | F. Nagy Zoltán       |
| Stiles                    | Terrence Stone      | Imre István          |
| Washington                | Oscar Dillon        | Koncz István         |
| Peoples                   | Ramiro González     | Mikula Sándor        |
| Pablo                     | Jimmi Hefner        | N/A                  |
| Joselito                  | Pedro Castillo      | N/A                  |
| Baez tábornok             | Guy De Saint Cyr    | N/A                  |
| Azusa alelnök             | René Gatica         | N/A                  |

## Fordítás
- Ez a szócikk részben vagy egészben  a   Perfect Target című angol Wikipédia-szócikk fordításán alapul.  Az eredeti cikk szerkesztőit annak laptörténete sorolja fel. Ez a jelzés csupán a megfogalmazás eredetét és a szerzői jogokat jelzi, nem szolgál a cikkben szereplő információk forrásmegjelöléseként.